# Saih Al Salam
Saih Al Salam (in arabo سيح السلم ‎?), è una comunità dell'Emirato di Dubai, negli Emirati Arabi Uniti. Amministrativamente fa parte del Settore 9 e si trova nella zona centrale di Dubai.

## Territorio
Il territorio della comunità occupa una superficie di 88,7 km² che si sviluppa in un'area non urbana nella zona centrale di Dubai, chiamata Madinat Al Qudra.
L'area è delimitata a nord dalla Lehbab Road (E 77), ovest dalla Al Qudra Street (D 63), a sud-ovest dalla comunità di Ghadeer Barashy a sud-est dalla comunità di Al Hathmah e a est dalla comunità di Al Lesaily. La comunità è attraversata in direzione est-ovest dalla Saih Al Salam Street (D 42).
Il territorio è quasi completamente desertico e ricade integralmente nella Riserva di conservazione del deserto di Al Marmoom. L'unico insediamento significativo è il villaggio di Saih Al Salam che si trova lungo la carreggiata nord della Saih Al Salam Street. Il villaggio ospita la scuderia Seeh Al Salam Endurance Stable.
Nella parte meridionale della comunità si trovano una parte dei laghi di Al Qudra, chiamati anche Saih Al Salam Lakes, un insieme di laghi artificiali e relative oasi, che si sviluppano per circa 10 km², realizzati fra il 2013 ed il 2015 per promuovere l'ecoturismo a Dubai ed anche come parte del programma di reintroduzione nell'area della specie minacciata dell'ubara asiatica (Chlamydotis macqueenii).  La zona dei laghi è raggiungibile tramite la Saih Al Dahal Street che collega Saih Al Salam con la comunità di Saih Al Danal a sud.
Nel 2022, nell'ambito dei progetti di sviluppo previsto dal previsti dal Dubai 2040 Urban Master Plan, lo sceicco Mohammed bin Rashid Al Maktoum, vicepresidente degli Emirati Arabi Uniti e sovrano di Dubai, ha approvato un progetto chiamato Saih Al Salam scenic route o più semplicemente Route 1. Il progetto mira alla costruzione di un percorso turistico per la valorizzazione delle aree desertiche di Dubai. Il percorso, della lunghezza di circa 100 km, si sviluppa lungo la Saih Al Salam Street fra la Al Fayah Road (E 75) e la Dubai - Al Ain Road (E 66) e nell'area a est di questa fra la Lehbab Road (E 77), Dubai-Hatta Road (E 44) e Margam Street (D 40).
Lungo detto percorso verranno realizzate/potenziate delle strutture per fornire ai visitatori servizi e supporto per una esperienza turistica globale.Fra le iniziative previste ci sono:
- percorso per biciclette e scooter elettrici lungo la Al Salam Street e Dubai - Al Ain Road, estensione della attuale pista ciclabile di 90 km (lungo la Al Qudra Street e Saih Al Salam Street), per collegare fra loro le attrazioni turistiche e aree di intrattenimento;
- aree attrezzate per roulotte, caravan e campeggio e torri per il bird-watching;
- disponibilità di cavalli e cammelli per passeggiate nel deserto;
- disponibilità di mongolfiere per l'osservazione dall'alto dei laghi e delle oasi;
- disponibilità di barche e kayaks per una osservazione più completa del laghi di Qudra;
- aree attrezzate per sandboarding, paracadutismo, mountain biking e moto cross;
- cinema all'aperto.

L'area non è attualmente servita dalla Metropolitana di Dubai. Esistono tuttavia due linee di superficie (Bus 67 e 68) che percorrono la Saih Al Salam Street e collegano la zona centrale della comunità rispettivamente con il quartiere di Bur Dubai e con la comunità di Lehbab.